# Едита Вітковська
Едіта Вітковська (пол. Edyta Witkowska; нар. 24 липня 1979, Пшисуха, Пшисуський повіт, Мазовецьке воєводство) — польська борчиня вільного стилю, чемпіонка, срібна та дворазова бронзова призерка чемпіонатів світу, чемпіонка та срібна призерка чемпіонатів Європи.

## Життєпис
Боротьбою почала займатися з 1994 року. Бронзова призерка чемпіонату Європи 1997 року серед юніорів, дворазова чемпіонка Європи серед юніорів (1998, 1999). Бронзова призерка чемпіонату світу 1998 року серед юніорів, чемпіонка світу серед юніорів 1999 року.
Виступала за спортивний клуб «Platan», Борковіце. Тренер — Йозеф Мацейчак.

## Спортивні результати на міжнародних змаганнях

### Виступи на Чемпіонатах світу
| Змагання                        | Збірна | Вагова категорія          | Місце  |
| ------------------------------- | ------ | ------------------------- | ------ |
| Чемпіонат світу з боротьби 1998 | Польща | жіноча боротьба, до 75 кг | Бронза |
| Чемпіонат світу з боротьби 1999 | Польща | жіноча боротьба, до 75 кг | 5      |
| Чемпіонат світу з боротьби 2000 | Польща | жіноча боротьба, до 75 кг | Срібло |
| Чемпіонат світу з боротьби 2001 | Польща | жіноча боротьба, до 75 кг | Золото |
| Чемпіонат світу з боротьби 2002 | Польща | жіноча боротьба, до 72 кг | Бронза |
| Чемпіонат світу з боротьби 2003 | Польща | жіноча боротьба, до 72 кг | 7      |

### Виступи на Чемпіонатах Європи
| Змагання                         | Збірна | Вагова категорія          | Місце  |
| -------------------------------- | ------ | ------------------------- | ------ |
| Чемпіонат Європи з боротьби 2000 | Польща | жіноча боротьба, до 75 кг | Срібло |
| Чемпіонат Європи з боротьби 2001 | Польща | жіноча боротьба, до 75 кг | Золото |

### Виступи на інших змаганнях
| Змагання                                                    | Збірна | Вагова категорія          | Місце |
| ----------------------------------------------------------- | ------ | ------------------------- | ----- |
| Олімпійський кваліфікаційний турнір з боротьби 2004 (Туніс) | Польща | жіноча боротьба, до 72 кг | 0     |

### Виступи на змаганнях молодших вікових груп
| Змагання                                       | Збірна | Вагова категорія          | Місце  |
| ---------------------------------------------- | ------ | ------------------------- | ------ |
| Чемпіонат Європи з боротьби серед юніорів 1997 | Польща | жіноча боротьба, до 75 кг | Бронза |
| Чемпіонат Європи з боротьби серед юніорів 1998 | Польща | жіноча боротьба, до 75 кг | Золото |
| Чемпіонат світу з боротьби серед юніорів 1998  | Польща | жіноча боротьба, до 75 кг | Бронза |
| Чемпіонат Європи з боротьби серед юніорів 1999 | Польща | жіноча боротьба, до 75 кг | Золото |
| Чемпіонат світу з боротьби серед юніорів 1999  | Польща | жіноча боротьба, до 75 кг | Золото |